# کلینتن (کارولینای شمالی)
کلینتن (به انگلیسی: Clinton) شهری در ایالت کارولینای شمالی کشور ایالات متحده آمریکا است که جمعیت آن در سرشماری سال ۲۰۱۰ میلادی، ۸٬۶۳۹ نفر بوده‌است.